# Дискография на Галена
Българската изпълнителка Галена е издала 6 студийни албума, 2 компилации, 1 видео албум и 95 видеоклипа. Певицата има договор с музикалната компания „Пайнер“ от 2003 до 2023 г.

## Албуми

### Студийни албуми
| Заглавие           | Детайли за албума                                                                     |
| ------------------ | ------------------------------------------------------------------------------------- |
| Галена             | - Издаден: 21 май 2006 - Издател: Пайнер - Формат: MC, CD                             |
| След 12            | - Издаден: 12 септември 2008 - Издател: Пайнер - Формат: MC, CD                       |
| Официално забранен | - Издаден: 10 май 2010 - Издател: Пайнер - Формат: MC, CD                             |
| Аз                 | - Издаден: 12 декември 2011 - Издател: Пайнер - Формат: MC, CD                        |
| Кой                | - Издаден: 1 август 2015 - Издател: Пайнер - Формат: MC, CD                           |
| GALENAXX           | - Издаден: 20 юни 2024 - Издател: Независим, KVZ (дигитално) - Формат: USB, стрийминг |

### Компилации
| Заглавие                              | Детайли за албума                                        |
| ------------------------------------- | -------------------------------------------------------- |
| Душата ми крещи                       | - Издаден: 5 ноември 2007 - Издател: Пайнер - Формат: CD |
| Златните хитове на Пайнер 15 – Галена | - Издаден: 30 април 2013 - Издател: Пайнер - Формат: CD  |

### Видео албуми
| Заглавие                    | Детайли за албума                               |
| --------------------------- | ----------------------------------------------- |
| Galena Best Video Selection | - Издаден: 2008 - Издател: Пайнер - Формат: DVD |

## Песни извън албум
- Можеш ли (2003)
- Ало, тук ли си (дует с Милко Калайджиев) (2005)
- Шефът (2006)
- Кралица съм аз (2006)
- Майка Индия (дует с Борис Дали) (2006)
- Много сладко (дует с Малина) (2009)
- Една целувка (2010)
- Блясък на кристали (дует с Андреа) (2010)
- DJ-ят ме издаде (2011)
- Спри ме (2012)
- Много ми отиваш (2012)
- Пак ли (2012)
- Бутилка (трио с Преслава и Борис Дали) (2013)
- Ранена птица (2013)
- Чудна сватба (дует с Борис Дали) (2013)
- Истински щастлива (2013)
- Дай ми (2013)
- Не ставам втора (2013)
- Завиждайте (2013)
- Точно никога (2014)
- Body Language (2014)
- Криво ще ми е (2014)
- Гергана, пиле шарено (2015)
- Лале ли си, зюмбюл ли си (сексет с Преслава, Емилия, Деси Слава, Анелия и Цветелина Янева) (2015)
- Стара каравана (2015)
- Навътре в мен (2015)
- Една жена (2015)
- Коледа (трио с Галин и Цветелина Янева) (2015)
- Да ти олекне (2016)
- Пей сърце (дует с Цветелина Янева ft. Азис) (2016)
- #МамаУраган (2016)
- Мина ми (2017)
- Moro mou (Бебето ми) (2017)
- #TheBo$$ (2017)
- Изневериш ли ми (дует с Фики) (2017)
- #JustShow/#ПростоШоу (2017)
- #GiveMeLove/#ДайМиЛюбов (2018)
- Маракеш (дует с Цветелина Янева) (2018)
- Сърце (2019)
- Добре ли си (дует с Mile Kitic) (2019)
- Паника (2019)
- Ламборгини (дует с Фики) (2019)
- Красиви лъжи (дует с Криско) (2020)
- Кавала кючек (дует с Криско) (2020)
- Скандал (дует с Меди) (2021)
- Тръпката (дует с Криско) (2021)
- Честит рожден ден (2022)
- Не си ме давай (дует със Саби) (2022)
- Името ти (2023)
- Abracadabra (дует с Tea Tairovic) (2023)
- Живот мой (дует с Фики) (2024)
- 22:22 (2025)
- My birthday (2025)
- Амнезия (дует с V:rgo) (2025)
- Все по живота (дует с Цветелина Янева) (2025)

## Песни със специално участие
- За милиони няма закони (Виктор ft. Галена) (2008)
- Барабанче (Борис Дали ft. Галена и Галин) (2015)
- Както желаете, мис (Крум ft. Галена) (2016)
- За две жени (Коста Марков ft. Галена и Деси Слава) (2016)
- Все ми е тая (Лорена ft. Галена) (2016)
- С друг ме бъркаш (Фики ft. Галена) (2016)
- Поздрав за жена ти (Джулия ft. Галена) (2017)
- Шефката (Тони Стораро ft. Галена) (2018)
- Няма „не“ (Магда ft. Галена) (2018)
- Учи се, брат (Деница ft. Галена) (2018)
- Куршум (Доника, Меди и Галена) (2020)
- Къде била си (Матео и Галена) (2020)
- Моето време (Кристиана ft. Галена) (2020)
- Да съм твоя (Доника и Галена) (2021)
- Мой си бе (Антонио, Галена и Азис) (2023)
- Ергенът (Емрах ft. Галена ft. орк.Чар) (2023)
- Хубавица (Доника, Азис и Галена) (2024)
- Не, не, не (Фики ft. Галена) (2025)